# Paolo Guajardo
Paolo Isaías Guajardo Ibacache (Viña del Mar, Región de Valparaíso, Chile, 27 de mayo de 2003) es un futbolista chileno. Juega de delantero y su equipo actual es el Audax Italiano de la Primera División de Chile.

## Trayectoria
Con pasos por el fútbol amateur en el que destaca el haberse coronado campeón, además de ser elegido el mejor jugador, de la Concón Cup 2013 con un equipo amateur de Colo-Colo de aquella localidad, inició su carrera en las divisiones inferiores de Santiago Wanderers manteniendo actuaciones relevantes desde la sub-11 hasta la última división formativa, en las que también tuvo participaciones en torneos internacionales. Su buen nivel le permitiría pasar al primer equipo porteño, debutando profesionalmente en la derrota 2-1 ante Unión La Calera durante la tercera fecha de la Primera División 2021, campeonato en el que debió vivir el descenso de su club a la Primera B.
El 5 de junio de 2022 anotó sus primeros goles como profesional, convirtiendo un doblete en el triunfo 2:0 de Santiago Wanderers sobre Deportes Iquique.
En febrero de 2024, Paolo Guajardo fue transferido a Audax Italiano, equipo de la Primera División de Chile. Desde su llegada, ha disputado 29 partidos y ha anotado 1 gol, consolidándose como una pieza importante en el esquema ofensivo del equipo.
A nivel de selecciones, Guajardo ha sido parte de la selección chilena en diversas categorías juveniles. Participó en la Sub-17 en 2018 y 2019, y en 2022 fue nominado por el entrenador Patricio Ormazábal a la Sub-20. En 2023, formó parte del plantel que disputó el Sudamericano Sub-20 en Colombia.

## Selección nacional
Inicialmente fue internacional con la Selección de fútbol de Chile en su categoría Sub-15 que preparaba su participación para el Campeonato Sudamericano de 2019 jugando un torneo amistoso en Finlandia, aunque no jugaría la competencia sudamericana al estar sobre el límite de edad para ello. Paralelamente también tuvo participaciones en la Sub-17 con miras al Campeonato Sudamericano Sub-17 de 2019, competencia de la cual no sería parte. Tras dos fallidos pasos por los combinados menores de "La Roja", es parte de la Sub-20 que se prepara para afrontar el Campeonato Sudamericano Sub-20 de 2023.

### Participaciones en Sudamericanos
| Torneo                      | Sede     | Resultado      | Partidos | Goles |
| --------------------------- | -------- | -------------- | -------- | ----- |
| Sudamericano Sub-20 de 2023 | Colombia | Fase de grupos | 0        | 0     |

## Estadísticas

### Clubes
| Club                       | Div.          | Temporada     | Liga  | Liga  | Copas nacionales | Copas nacionales | Torneos internacionales | Torneos internacionales | Total | Total |
| Club                       | Div.          | Temporada     | Part. | Goles | Part.            | Goles            | Part.                   | Goles                   | Part. | Goles |
| -------------------------- | ------------- | ------------- | ----- | ----- | ---------------- | ---------------- | ----------------------- | ----------------------- | ----- | ----- |
| Santiago Wanderers · Chile | 1.ª           | 2021          | 6     | 0     | 2                | 0                | —                       | —                       | 8     | 0     |
| Santiago Wanderers · Chile | 2.ª           | 2022          | 15    | 5     | 1                | 0                | —                       | —                       | 16    | 5     |
| Santiago Wanderers · Chile | 2.ª           | 2023          | 34    | 0     | 2                | 0                | —                       | —                       | 36    | 0     |
| Santiago Wanderers · Chile | Total club    | Total club    | 55    | 5     | 5                | 0                | 0                       | 0                       | 60    | 5     |
| Audax Italiano · Chile     | 1.ª           | 2024          | 26    | 1     | 3                | 0                | —                       | —                       | 29    | 1     |
| Audax Italiano · Chile     | 1.ª           | 2025          | 0     | 0     | 0                | 0                | —                       | —                       | 0     | 0     |
| Audax Italiano · Chile     | Total         | Total         | 26    | 1     | 3                | 0                | 0                       | 0                       | 29    | 1     |
| Total carrera              | Total carrera | Total carrera | 81    | 6     | 8                | 0                | 0                       | 0                       | 89    | 6     |
| 1. 2.                      |               |               |       |       |                  |                  |                         |                         |       |       |

### Resumen estadístico
| Competición      | Partidos | Goles |
| ---------------- | -------- | ----- |
| Primera División | 32       | 1     |
| Primera B        | 49       | 5     |
| Copa Chile       | 5        | 0     |
| Total            | 86       | 6     |